# Koro (Guiaro)
Pour les articles homonymes, voir Koro.
Koro est une commune rurale située dans le département de Guiaro de la province du Nahouri dans la région du Centre-Sud au Burkina Faso.

## Géographie
Koro est situé à 8 km au nord-est de Guiaro.

## Santé et éducation
Koro accueille un centre de santé et de promotion sociale (CSPS).